# Akiva Eger (Ökonom)
Akiva Eger (hebräisch עקיבא איגר; auch Akiba Eger, geboren 15. April 1913 in Königsberg in Preußen; gestorben 2001 in Netzer Sereni) war ein israelischer Ökonom deutscher Herkunft.

## Leben
Akiva Eger war ein Sohn des Versicherungsagenten Jitzhak L. Eger und der Anita Frenkel, er hatte einen Bruder. Er machte das Abitur in Königsberg und begann 1930 das Studium der Volkswirtschaft, Geschichte, Psychologie und Philosophie an der Universität Freiburg im Breisgau. 1931 studierte er bei Max Wertheimer an der Universität Frankfurt am Main und 1932 an der Universität Königsberg. Nach der Machtübergabe an die Nationalsozialisten setzte er das Studium in Frankreich an der Sorbonne fort. In Luxemburg schloss er sich der Hachschara an und emigrierte 1935 nach Palästina. 
Eger wurde Mitglied der Hagana. Er war Arbeiter in einer illegalen Munitionsfabrik und dann von 1939 bis 1955 Emissär der Histadrut und der Jewish Agency für verschiedene Länder. Seit 1938 war er Mitglied der Mapai. Er heiratete 1940 die Berlinerin Tamara Ellen Stern, sie hatten ein Kind, und war in zweiter Ehe mit der aus Berlin emigrierten Erzieherin Lea L. Räsener (1923–2012) verheiratet, sie hatten zwei Kinder. 1951 wurde er Mitglied im Kibbuz Naʿan und 1956 im Kibbuz Netzer Sereni. Von 1953 bis 1955 studierte er an der London School of Economics und wurde promoviert. Eger arbeitete in der Folge in verschiedenen israelischen und internationalen Organisationen der Entwicklungszusammenarbeit.

## Schriften (Auswahl)
- The industrialization of Young Countries and its Impact on International Economic Development. Dissertation
- The role of labour and co-operation in the development of young states. Tel-Aviv: Afro-Asian Institute for Labour Studies and Co-operation in Israel, 1965
- What Asians and Africans learn in Israel: regional planning in Israel. Jerusalem: Israel Aademic Comm. on the Middle East, 1971
- Israel and the Emerging Nations. New York, 1970
- Towards a population policy. Tel Aviv, 1973